# بوب جيل
بوب جيل (بالإنجليزية: Bob Gill)‏ هو مصمم جرافيك أمريكي، ولد في 17 يناير 1931 في نيويورك في الولايات المتحدة.

## وصلات خارجية
- الموقع الرسمي
- بوب جيل على موقع IMDb (الإنجليزية)
- بوب جيل على موقع ميوزك برينز (الإنجليزية)
- بوب جيل على موقع قاعدة بيانات برودواي على الإنترنت (الإنجليزية)
- بوب جيل على موقع ديسكوغز (الإنجليزية)